# Great Witley
Great Witley est une paroisse civile et un village du Worcestershire, en Angleterre.